# Torneo (sport)
Il torneo è una competizione di tipo ludico oppure sportivo i cui partecipanti si contendono il premio o il titolo sportivo messo in palio. Anche i giochi olimpici rientrano sotto la definizione di torneo, nonostante vedano la presenza di più discipline.

## Storia
Il nome deriva dal torneo medievale, in cui cavalieri e guerrieri si affrontavano per esercitarsi nell'arte della guerra.

## Caratteristiche
Un torneo può avere le seguenti strutture:
- Eliminazione diretta (eliminazione singola): strutturato in scontri ad eliminazione diretta, il cui vincitore accede al turno seguente mentre il perdente è eliminato.
- Con recupero: una sconfitta nel tabellone principale (TP) comporta l'inserimento nel tabellone di recupero (TR) ma il contendente rimane in corsa per la vittoria finale finché non riporta una seconda sconfitta.
- Misto: articolato su più fasi, per esempio un girone seguito da turni ad eliminazione diretta.